# Substance (New Order)
Substance (anche chiamata Substance 1987) è un album compilation del gruppo musicale inglese New Order, pubblicato nel 1987.

## Tracce

### Lato 1
1. Ceremony (Joy Division)
2. Everything's Gone Green (Joy Division)
3. Temptation (New Order)
4. Blue Monday (New Order)
5. Confusion (New Order - Arthur Baker)
6. Thieves Like Us (New Order - Arthur Baker)

### Lato 2
1. The Perfect Kiss (New Order)
2. Sub-culture (New Order)
3. Shellshock  (New Order - John Robie)
4. State of the Nation (New Order)
5. Bizarre Love Triangle (New Order)
6. True Faith (New Order - Stephen Hague)

## Ristampa in CD
Disco 1 
- 1.	"Ceremony", 4:23
- 2.	"Everything's Gone Green", 5:30
- 3.	"Temptation", 6:59
- 4.	"Blue Monday", 7:29
- 5.	"Confusion" 4:43
- 6.	"Thieves Like Us", 6:36
- 7.	"The Perfect Kiss", 8:02
- 8.	"Sub-culture", 4:48
- 9.	"Shellshock", 6:28
- 10.	"State of the Nation", 6:32
- 11.	"Bizarre Love Triangle", 6:44
- 12.	"True Faith", 5:55

 
Disco 2 
- 1.	"In a Lonely Place"	6:16
- 2.	"Procession" 4:27
- 3.	"Cries and Whispers" 3:25
- 4.	"Hurt" 6:58
- 5.	"The Beach" 7:19
- 6.	"Confusion Instrumental" 7:38
- 7.	"Lonesome Tonight" 5:11
- 8.	"Murder" 3:55
- 9.	"Thieves Like Us" (instrumental) 6:57
- 10.	"The Kiss of Death" 7:02
- 11.	"Shame of the Nation" 7:54
- 12.	"1963" 5:35